# 无锡苏宁广场主塔
无锡苏宁广场主塔是一座位于中国江苏无锡的超高层摩天大楼。高度为328（1,076英尺）。于2010年动工，2014年完工。功能包括了酒店、公寓和办公楼。

## 参看
- 中华人民共和国摩天大楼
- 無錫摩天大樓列表